# Cuclizza
Cuclizza (in croato Kukljica, in italiano anche Cuchizza) è un comune della Croazia della regione zaratina. Al censimento del 2001 possedeva una popolazione di 650 abitanti. Durante il periodo asburgico fu frazione del comune di Zara. Il paese è stato citato per la prima volta in un documento nel 1345.

## Geografia fisica
Il comune di Cuclizza è situato nella parte meridionale dell'isola di Ugliano e comprende anche l'isolotto dei Sorci (Mišnjak), le Bisacce (Bisage), l'isolotto Nudo (Golac) e lo scoglio Caranton (Karantunić).

## Monumenti e luoghi d'interesse

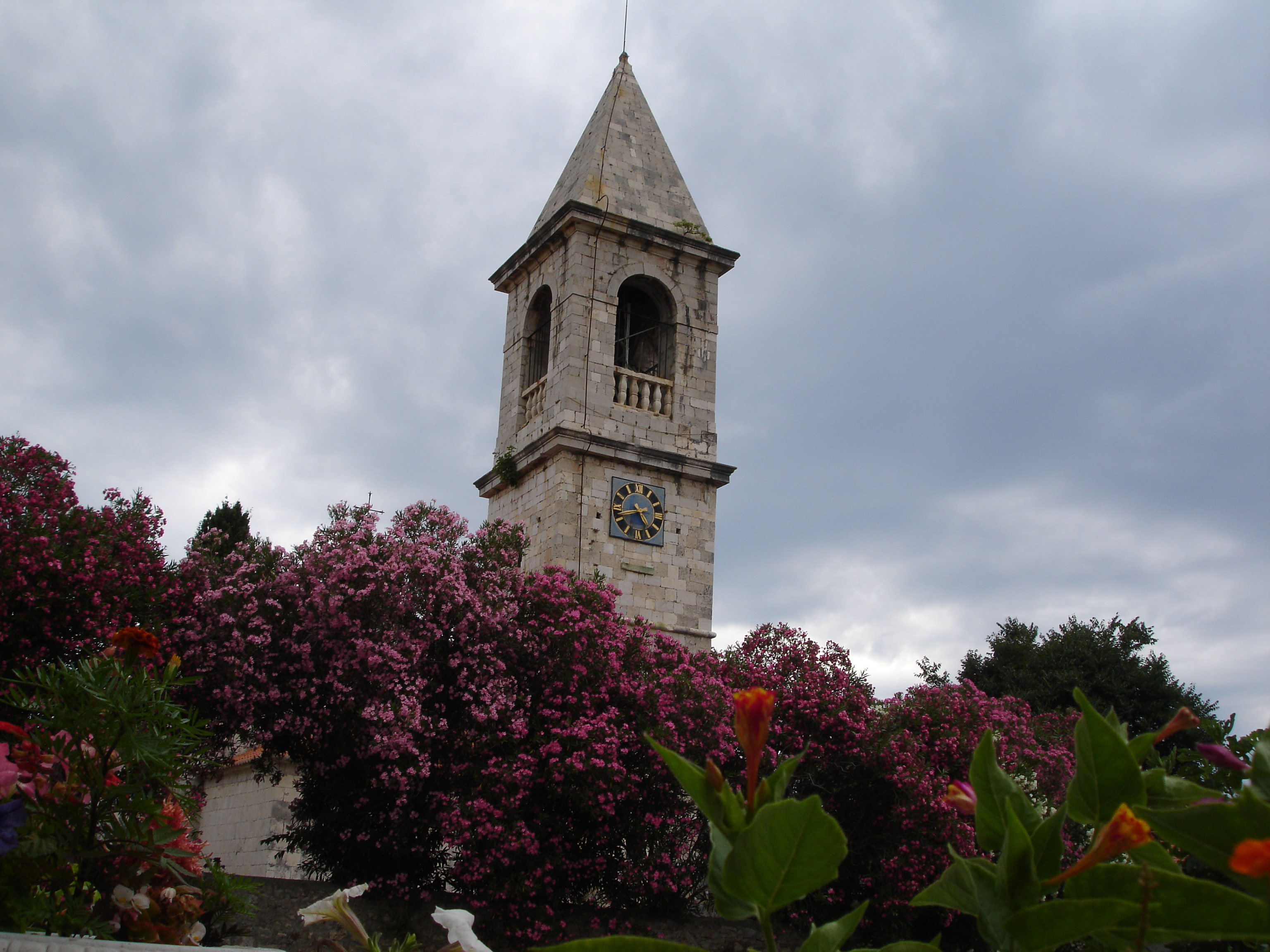
Campanile della chiesa

La chiesa dei Santi Pietro e Paolo (Sv. Petar i Pavlo), posta nei pressi alla riva del mare, è stata eretta nel 1666. È una costruzione in pietra con abside rettangolare e campanile a pianta quadrata. In facciata, sulla sommità del timpano vi è una statua di san Pietro benedicente.

Di fronte all'isolotto dei Sorci è situata la chiesa della Madonna delle Nevi (Gospa od Sniga) con un campanile a vela. A nord di Cuclizza vi è la cappella diroccata di San Gerolamo (Sv. Jerolim), sull'omonima punta.

## Società

### Etnie e minoranze straniere
Secondo il censimento del 2011:
- Croati - 686 (96,08%)
- Albanesi - 7 (0,98%)
- Turchi - 5 (0,70%)
- Sloveni - 4 (0,56%)
- Bosniaci - 3 (0,42%)
- Macedoni - 1 (0,14%)
- Polacchi - 1 (0,14%)
- Italiani - 1 (0,14%) [8]
- Altri - 6 (0,84%)

## Geografia antropica

### Località
Il comune di Cuclizza non è suddiviso in frazioni.